# Pleurodontagama
Pleurodontagama — вимерлий рід ігуанської ящірки з пізньої крейди Монголії. Типовий вид, Pleurodontagama aenigmatodes, був названий у 1984 році на основі майже повного черепа та окремої нижньої щелепи з викопного місцезнаходження під назвою Khermeen Tsav. Він має широкий череп з плоскою мордою, великими очними западинами та невеликими горбками на поверхні кісток. Плевродонтагама спочатку була класифікована в родині Priscagamidae, яку зазвичай об’єднують у велику кладу ігуанів під назвою Acrodonta, члени якої характеризуються «акродонтовим» зубним рядом, у якому зуби ростуть із країв щелеп. Однак плевродонтагама незвичайна тим, що має субплевродонтний ряд, тобто деякі його зуби ростуть із внутрішньої поверхні щелепи. Є також докази того, що його зуби, можливо, постійно змінювалися протягом життя, на відміну від постійних зубів Acrodonta. Плевродонтагама, можливо, була перехідною формою між похідним типом акродонта та типом плевродонта, який вважається предками Acrodonta.